# Chironomus citrinellus
Chironomus citrinellus är en tvåvingeart som först beskrevs av Jean-Jacques Kieffer 1913.  Chironomus citrinellus ingår i släktet Chironomus och familjen fjädermyggor.
Artens utbredningsområde är Tyskland. Inga underarter finns listade i Catalogue of Life.